# Kasteel van Ebblingem
Het Kasteel van Ebblingem (Frans: Château d'Ebblinghem) is een kasteel in de gemeente Ebblingem, gelegen aan de Route Nationale 1934, in het Franse Noorderdepartement.

## Geschiedenis
In het feodale tijdperk was Ebblingem een heerlijkheid, die in 1236 in bezit was van Pieter van Ebbligem.
Einde 14e eeuw kwam de heerlijkheid aan het huis Van Sint-Omaars, die zich: Van Sint-Omaars geseyt Morbeke (de Saint-Omer Morbecque) noemde, via Josse de Saint-Omer, die gouverneur was van het nabij gelegen Kasteel van De Walle. In de 16e eeuw kwam de heerlijkheid aan het geslacht Van Steenbeke en vervolgens aan het huis Mailly-Mametz. Begin 17e eeuw werd de heerlijkheid tot baronie verheven. Einde 17e eeuw werd de burcht, die vijf torens bezat, door Franse troepen platgebrand. Enkel een omgracht terrein met fundamenten bleef bewaard. In 1690 overleed Maximiliaan van Mailly-Mametz. De dochter huwde met Karel baron von Spiering en keurvorst van Fronsberg. Deze liet een jachtpaviljoen bouwen op de ruïnes van de burcht.
In 1778 werd het goed verkocht aan Albert de Stappens, welke het jachthuis tot een classicistisch herenhuis liet ombouwen. In de 19e eeuw werd het voorzien van twee hoektorentjes. In 1876 werd het verkocht aan een telg van het geslacht van Pradelles de Palmaert.
Tegenwoordig is het een hotel en groepsaccommodatie.